# Roxana Borha
Roxana Borha es una deportista rumana que compite en piragüismo en la modalidad de aguas tranquilas.
En los Juegos Europeos de Bakú 2015 consiguió una medalla de plata en la prueba de K2 500 m. Ha ganado tres medallas en el Campeonato Europeo de Piragüismo, en los años 2013 y 2015.

## Palmarés internacional
| Juegos Europeos    | Juegos Europeos             | Juegos Europeos   | Juegos Europeos |
| Año                | Lugar                       | Medalla           | Competición     |
| ------------------ | --------------------------- | ----------------- | --------------- |
| 2015               | Bakú (Azerbaiyán)           | Medalla de plata  | K2 500 m        |
| Campeonato Europeo |                             |                   |                 |
| Año                | Lugar                       | Medalla           | Competición     |
| 2013               | Montemor-o-Velho (Portugal) | Medalla de bronce | K2 200 m        |
| 2015               | Račice (República Checa)    | Medalla de oro    | K2 1000 m       |
| 2015               | Račice (República Checa)    | Medalla de plata  | K2 500 m        |